# Phiêng Khoài
Phiêng Khoài est une commune rurale, située dans le district de Yên Châu (province de Sơn La, Viêt Nam).

## Géographie
Phiêng Khoài a une superficie de 91,09 km².

## Politique
Le code administratif de la commune est 04099.

## Démographie
En 1999, la commune comptait 7 577 habitants.

## Sources
- (vi) Cet article est partiellement ou en totalité issu de l’article de Wikipédia en vietnamien intitulé « Phiêng Khoài » (voir la liste des auteurs).